# 珀瑟維倫斯山
珀瑟維倫斯山（英語：Mount Perseverance）是南極洲的山峰，位於維多利亞地的斯科特海岸，處於惠特科姆山以南，俯瞰本森冰川，是英聯邦探險隊的考察站，現時由南極條約體系管理。